# Boleslao II el Calvo
Bolesłao II Rogatka o Bolesłao II el Cornudo (en polaco: Bolesław II Rogatka), conocido también tan Bolesłao II el Calvo,  (c. 1220/5 - 26/31 de diciembre de 1278), miembro de los Piastas de Silesia, fue Gran Duque de Polonia brevemente en 1241 y Duque de Silesia en Breslavia desde 1241 hasta 1248, cuando el ducado fue dividido entre él y sus hermanos. Después de la partición, gobernó el Ducado de Legnica hasta su muerte. El segundo ataque Mongol a Polonia, dirigido por Nogai Khan, ocurrió durante su reinado.

## Vida
Boleslao era el primogénito del Gran Duque Enrique II el Piadoso y Ana de Bohemia, hija del rey Přemislida Ottokar I de Bohemia. Sus abuelos paternos fueron Enrique el Barbudo y Eduvigis de Silesia. Entre sus hermanos más jóvenes se contaban Mieszko (m. 1242), Enrique III el Blanco (m. 1266), Conrado (m. 1274), Ladislao, e Isabel, que se casó con su primo Piasta, el  Duque Premislao I de Gran Polonia.

### Inicios de su reinado y lucha por la herencia de Gran Polonia

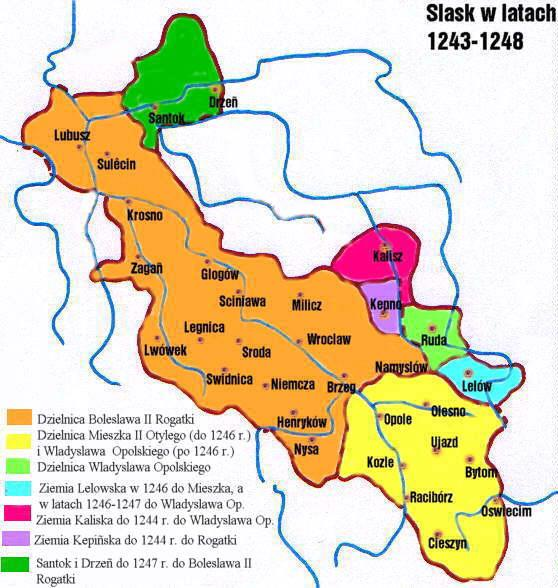
Territorios de Baja Silesia (en naranja) gobernados por Boleslao hasta 1248

Boleslao asumió el título de Duque de Silesia tras la muerte de su padre Enrique II en la Batalla de Legnica el 9 de abril de 1241, luchando contra los invasores Mongoles dirigidos por Batu Khan. En aquel momento, él y su hermano más joven Mieszko era los únicos herederos que habían alcanzado la mayoría de edad. Su madre Ana les ayudó durante la transición; algunas fuentes incluso consideran que este fue un periodo de regencia. Las fuerzas mongolas conquistaron gran parte de Silesia, pero después se retiraron a Hungría.
Tras la muerte de Enrique, los Piastas de Silesia no consiguieron mantener su supremacía en las tierras polacas. La herencia de Boleslao, incluyendo las grandes propiedades del sur de Gran Polonia y las Provincia Senioral de la Pequeña Polonia estaban amenazadas por otros duques Piastas vecinos. En julio de 1241, su primo Conrado I de Mazovia intentó tomar el trono polaco en Cracovia. Los nobles locales, dirigidos por el gobernador de Cracovia, Clemente de Ruszczy, se resistieron con fuerza, pero finalmente tuvieron que ceder ante la mayor fuerza de Conrado. Decepcionado por la inacción de Boleslao, entregaron su apoyo a Boleslao V el Casto, que ascendió al trono de Cracovia en 1243.
La situación fue similar en Gran Polonia: tras conocerse la derrota de Enrique II en Legnica, el, Duque Przemysł I y su hermano Boleslao el Piadoso reconquistaron las propiedades de Kalisz que habían sido gobernadas por su padre, el difunto duque Vladislao Odonic. La nobleza local les apoyó como legítimos herederos de las tierras. Boleslao decidió evitar una guerra y renunció a sus territorios en Gran Polonia. Intentó retener algunos distritos, como Santok y Międzyrzecz, pero en 1247 los Duques de Gran Polonia obligaron a Boleslao a renunciar a todos sus derechos en la zona.

### Primera división de Baja Silesia
Cuando en 1242, murió Mieszko, el siguiente hermano de Boleslao por edad, sin dejar heredero, sus territorios de Lubusz pasaron a Boleslao y sus hermanos más jóvenes pasaron a gobernar las tierras de Baja Silesia. Cuando su hermano Enrique III el Blanco llegó a la mayoría de edad en 1247, él y sus hermanos más jóvenes se rebelaron contra Boleslao y lograron encarcelarle.
Para recuperar la libertad, Boleslao firmó un acuerdo con Enrique, dividiendo las tierras de Legnica y Wrocław. Para evitar más fragmentación, ambos prometieron ofrecer hospitalidad a sus hermanos menores, Boleslao a Conrado, y Enrique a Ladislao. Boleslao, como primogénito, eligió primero y eligió Legnica, posiblemente debido al descubrimiento de oro en los ríos Kaczawa y Wierzbiak.

### Boleslao II, Duque de Legnica

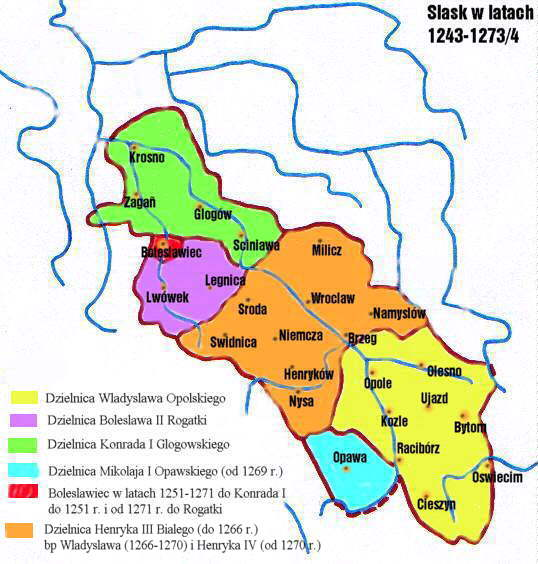
Ducado de Baja Silesia de Breslavia (naranja), Legnica (violeta) y Głogovia (verde) de 1251

Bolesław pronto lamentó su elección y trató de recuperar Breslavia. Enrique III se negó a entregar su nuevo ducado y la guerras se hizo inevitable. Ambos bandos comenzaron los preparativos para la lucha, pero no disponían de recursos. Boleslao trató de recabar alianzas entre los parientes Ascanios de su mujer Hedwig, hija del conde Enrique I de Anhalt. El Arzobispo Wilbrand de Magdeburg contribuyó fondos después de que Boleslao le vendiera la mitad de Lubusz.
La ayuda alemana solo dio Bolesław una ventaja provisional en la guerra contra su hermano. En 1249 su hermano más joven y cogobernante Conrado II regresó inesperadamente al país (después de concluir sus estudios en París). Boleslao le propuso ser Obispo de Passau, pero Conrado rechazó el nombramiento e inició reclamaciones sobre Silesia. Boleslao se negó y el joven príncipe se refugió en la corte de los Duques de Gran Polonia, un antiguo enemigo de Boleslao. Poco después, Cornado reforzó sus vínculos con el Duque Przemysł I después de un matrimonio doble: el Duque se casó con Isabel, la hermana Conrado, y este desposó a la hermana de Przemysł, Salome.
El enfrentamiento final tuvo lugar dos años más tarde, cuando Boleslao fue derrotado por los ejércitos combinadosde Przemysł I y Enrique III el Blanco, que apoyaba a Conrado. En 1251 Boleslao finalmente accedió a dividir sus tierras y cedió el Ducado de Głogovia a Conrado. Boleslao retuvo únicamente el pequeño distrito de Legnica.

### Conflicto con Obispo Tomás de Breslavia
Le llevó otros dos años a Boleslao, y la ayuda de Enrique III, el recuperar la plena autoridad sobre su principado. Boleslao llegó a acuerdos con otros duques Piastas, especialmente con los príncipes de Gran Polonia y con Tomás I, Obispo de Breslavia. Sin embargo, Boleslao nunca perdonó al obispo el que hubiera apoyado a sus hermanos menores.
El conflicto de Boleslao con el obispo alcanzó su punto álgido en 1257, cuando Boleslao encarceló a Tomás en el castillo de Wleńo. Boleslao fue automáticamente excomulgado. Sus hermanos intervinieron y se negoció un tratado. En 1261, Boleslao pagó un gran tributo e hizo penitencia ante las puertas de la catedral de Breslavia. Había sido excomulgado dos veces antes, en 1248 y 1249, y se había convocado a la nobleza vecina a lanzar una cruzada en su contra. Posteriormente fue perdonado por el obispo y todas sus excomuniones anteriores fueron lamentadas.
Boleslaó continuó mostrándose hostil con su hermano el duque Conrado de Glogovia. En 1257 Conrado secuestró a Boleslao de su castillo en Legnica. El duque recuperó su libertad unos cuantos meses después. En 1271 Boleslao tomó la ciudad de Bolesławiec, cerca de Bóbr.

### Secuestro de Enrique IV y Batalla de Stolec
En los años 1270, Boleslao cedió parte de su poder a sus hijos adolescentes. En 1273 concedió el Ducado de Jawor a su hijo mayor Enrique V y parecía que Boleslao había renunciado a sus aventuras. No obstante, en 1277, firmó una alianza con el rey Habsburgo Rodolfo I de Alemania, en contra de la alianza del resto de duques Piastas, que apoyaban a Ottokar II de Bohemia. Ante la insistencia de Rodolfo, Boleslao secuestró al aliado de Ottokar, el Duque Enrique IV de Breslavia, sobrino suyo, y reclamó un tercio de Breslavia a la muerte de su tío Ladislao, hermano menor de Boleslao, en 1270. Enrique IV fue encarcelado en el castillo de Legnica.
Se formó entonces una coalición entre Ottokar II, el Duque Enrique III de Glogovia, y el Duque Przemyslao II de Gran Polonia, pero fracasó rápidamente: aunque Boleslao se encontraba en inferioridad numérica en la sangrienta batalla de Stolec, su hijo Enrique V consiguió remontar y los duques aliados fueron derrotados. Se alcanzó un acuerdo por el que Enrique IV fue liberado y Boleslao recibió un tercio del Ducado de Środa Śląska.
Boleslao II murió entre el 26 y 31 de diciembre de 1278 y fue enterrado en el monasterio dominico de Legnica. Sus tres hijos, Enrique V el Gordo, Bolko I y Bernhard, heredaron sus tierras.

## Matrimonio y descendencia
En 1242, Boleslao se casó con Hedwig (m. 21 de diciembre de 1259), hija de Enrique I, Conde de Anhalt. Tuvieron siete hijos:
1. Agnes (nacido c. 1243/50 - m. 13 de marzo de 1265, enterrada Stuttgart Stiftskirche), casada c. 1260/64 con Ulrico I de Württemberg.
2. Enrique V el Gordo (n. c. 1248 - m. 22 de febrero de 1296).
3. Hedwig (Jadwiga) (n. c. 1250/55 - m. después 1280), casada c. 1265/70 con Conrado II de Mazovia.
4. Bolko I el Estricto (n. c. 1252/56 - m. Krzeszów, 9 de noviembre de 1301, enterrado Krzeszów).
5. Bernhard (n. c. 1253/57 - m. 25 de abril de 1286, enterrado en el Monasterio Dominico, Legnica).
6. Konrad (m. joven).
7. Katharina (m. 25 de abril de 1286, enterrada en el Monasterio Dominico de Legnica).

En 1261, Boleslao se casó nuevamente con Eufemia (también llamada Alenta o Iolanta o Adelheid)  (n. c. 1245 - m. c. 15 de febrero de 1309), hija de Sambor II, Duque de Pomerania.
Alrededor de 1270, comenzó a vivir con su amante Sofía de Dyhrn. Le dio un hijo, Jarosław, que murió de niño. Gravemente enferma y profundamente ofendida por la infidelidad de su marido, Eufemia huyó a su patria en Pomerania en 1275. Su matrimonio se consideró anulado. En 1277 Boleslao se casó finalmente con su amante, pero la unión duró solo unos cuantos meses hasta la muerte del Duque en 1278. Eufemia regresó a Silesia tras la muerte de Boleslao.

## Ancestros
|  |                                   |  |  |  |  |  |  |  |  |  |  |  |  |  |  |  |
|  | 16. Vladislao II el Desterrado    |  |  |  |  |  |  |  |  |  |  |  |  |  |  |  |
|  |                                   |  |  |  |  |  |  |  |  |  |  |  |  |  |  |  |
|  |                                   |  |  |  |  |  |  |  |  |  |  |  |  |  |  |  |
|  | 8. Boleslao I el Alto             |  |  |  |  |  |  |  |  |  |  |  |  |  |  |  |
|  |                                   |  |  |  |  |  |  |  |  |  |  |  |  |  |  |  |
|  |                                   |  |  |  |  |  |  |  |  |  |  |  |  |  |  |  |
|  | 17. Inés de Babenberg             |  |  |  |  |  |  |  |  |  |  |  |  |  |  |  |
|  |                                   |  |  |  |  |  |  |  |  |  |  |  |  |  |  |  |
|  |                                   |  |  |  |  |  |  |  |  |  |  |  |  |  |  |  |
|  | 4. Enrique I el Barbudo           |  |  |  |  |  |  |  |  |  |  |  |  |  |  |  |
|  |                                   |  |  |  |  |  |  |  |  |  |  |  |  |  |  |  |
|  |                                   |  |  |  |  |  |  |  |  |  |  |  |  |  |  |  |
|  | 9. Christina                      |  |  |  |  |  |  |  |  |  |  |  |  |  |  |  |
|  |                                   |  |  |  |  |  |  |  |  |  |  |  |  |  |  |  |
|  |                                   |  |  |  |  |  |  |  |  |  |  |  |  |  |  |  |
|  | 2. Enrique II el Piadoso          |  |  |  |  |  |  |  |  |  |  |  |  |  |  |  |
|  |                                   |  |  |  |  |  |  |  |  |  |  |  |  |  |  |  |
|  |                                   |  |  |  |  |  |  |  |  |  |  |  |  |  |  |  |
|  | 20. Berthold I de Istria          |  |  |  |  |  |  |  |  |  |  |  |  |  |  |  |
|  |                                   |  |  |  |  |  |  |  |  |  |  |  |  |  |  |  |
|  |                                   |  |  |  |  |  |  |  |  |  |  |  |  |  |  |  |
|  | 10. Bertoldo IV de Merania        |  |  |  |  |  |  |  |  |  |  |  |  |  |  |  |
|  |                                   |  |  |  |  |  |  |  |  |  |  |  |  |  |  |  |
|  |                                   |  |  |  |  |  |  |  |  |  |  |  |  |  |  |  |
|  | 21. Hedwig de Wittelsbach         |  |  |  |  |  |  |  |  |  |  |  |  |  |  |  |
|  |                                   |  |  |  |  |  |  |  |  |  |  |  |  |  |  |  |
|  |                                   |  |  |  |  |  |  |  |  |  |  |  |  |  |  |  |
|  | 5. Hedwig de Andechs              |  |  |  |  |  |  |  |  |  |  |  |  |  |  |  |
|  |                                   |  |  |  |  |  |  |  |  |  |  |  |  |  |  |  |
|  |                                   |  |  |  |  |  |  |  |  |  |  |  |  |  |  |  |
|  | 22. Dedo III de Lusacia           |  |  |  |  |  |  |  |  |  |  |  |  |  |  |  |
|  |                                   |  |  |  |  |  |  |  |  |  |  |  |  |  |  |  |
|  |                                   |  |  |  |  |  |  |  |  |  |  |  |  |  |  |  |
|  | 11. Inés de Rochlitz              |  |  |  |  |  |  |  |  |  |  |  |  |  |  |  |
|  |                                   |  |  |  |  |  |  |  |  |  |  |  |  |  |  |  |
|  |                                   |  |  |  |  |  |  |  |  |  |  |  |  |  |  |  |
|  | 23. Matilda de Heinsburg          |  |  |  |  |  |  |  |  |  |  |  |  |  |  |  |
|  |                                   |  |  |  |  |  |  |  |  |  |  |  |  |  |  |  |
|  |                                   |  |  |  |  |  |  |  |  |  |  |  |  |  |  |  |
|  | 1. Bolesław II Rogatka            |  |  |  |  |  |  |  |  |  |  |  |  |  |  |  |
|  |                                   |  |  |  |  |  |  |  |  |  |  |  |  |  |  |  |
|  |                                   |  |  |  |  |  |  |  |  |  |  |  |  |  |  |  |
|  | 24. Vladislao I de Bohemia        |  |  |  |  |  |  |  |  |  |  |  |  |  |  |  |
|  |                                   |  |  |  |  |  |  |  |  |  |  |  |  |  |  |  |
|  |                                   |  |  |  |  |  |  |  |  |  |  |  |  |  |  |  |
|  | 12. Ladislao II de Bohemia        |  |  |  |  |  |  |  |  |  |  |  |  |  |  |  |
|  |                                   |  |  |  |  |  |  |  |  |  |  |  |  |  |  |  |
|  |                                   |  |  |  |  |  |  |  |  |  |  |  |  |  |  |  |
|  | 25. Richeza de Berg               |  |  |  |  |  |  |  |  |  |  |  |  |  |  |  |
|  |                                   |  |  |  |  |  |  |  |  |  |  |  |  |  |  |  |
|  |                                   |  |  |  |  |  |  |  |  |  |  |  |  |  |  |  |
|  | 6. Ottokar I de Bohemia           |  |  |  |  |  |  |  |  |  |  |  |  |  |  |  |
|  |                                   |  |  |  |  |  |  |  |  |  |  |  |  |  |  |  |
|  |                                   |  |  |  |  |  |  |  |  |  |  |  |  |  |  |  |
|  | 26. Luis I, Landgrave de Turingia |  |  |  |  |  |  |  |  |  |  |  |  |  |  |  |
|  |                                   |  |  |  |  |  |  |  |  |  |  |  |  |  |  |  |
|  |                                   |  |  |  |  |  |  |  |  |  |  |  |  |  |  |  |
|  | 13. Judith de Turingia            |  |  |  |  |  |  |  |  |  |  |  |  |  |  |  |
|  |                                   |  |  |  |  |  |  |  |  |  |  |  |  |  |  |  |
|  |                                   |  |  |  |  |  |  |  |  |  |  |  |  |  |  |  |
|  | 27. Hedwig de Gudensberg          |  |  |  |  |  |  |  |  |  |  |  |  |  |  |  |
|  |                                   |  |  |  |  |  |  |  |  |  |  |  |  |  |  |  |
|  |                                   |  |  |  |  |  |  |  |  |  |  |  |  |  |  |  |
|  | 3. Ana de Bohemia                 |  |  |  |  |  |  |  |  |  |  |  |  |  |  |  |
|  |                                   |  |  |  |  |  |  |  |  |  |  |  |  |  |  |  |
|  |                                   |  |  |  |  |  |  |  |  |  |  |  |  |  |  |  |
|  | 28. Geza II de Hungría            |  |  |  |  |  |  |  |  |  |  |  |  |  |  |  |
|  |                                   |  |  |  |  |  |  |  |  |  |  |  |  |  |  |  |
|  |                                   |  |  |  |  |  |  |  |  |  |  |  |  |  |  |  |
|  | 14. Bela III de Hungría           |  |  |  |  |  |  |  |  |  |  |  |  |  |  |  |
|  |                                   |  |  |  |  |  |  |  |  |  |  |  |  |  |  |  |
|  |                                   |  |  |  |  |  |  |  |  |  |  |  |  |  |  |  |
|  | 29. Eufrosina de Kiev             |  |  |  |  |  |  |  |  |  |  |  |  |  |  |  |
|  |                                   |  |  |  |  |  |  |  |  |  |  |  |  |  |  |  |
|  |                                   |  |  |  |  |  |  |  |  |  |  |  |  |  |  |  |
|  | 7. Constanza de Hungría           |  |  |  |  |  |  |  |  |  |  |  |  |  |  |  |
|  |                                   |  |  |  |  |  |  |  |  |  |  |  |  |  |  |  |
|  |                                   |  |  |  |  |  |  |  |  |  |  |  |  |  |  |  |
|  | 30. Reinaldo de Châtillon         |  |  |  |  |  |  |  |  |  |  |  |  |  |  |  |
|  |                                   |  |  |  |  |  |  |  |  |  |  |  |  |  |  |  |
|  |                                   |  |  |  |  |  |  |  |  |  |  |  |  |  |  |  |
|  | 15. Inés de Châtillon             |  |  |  |  |  |  |  |  |  |  |  |  |  |  |  |
|  |                                   |  |  |  |  |  |  |  |  |  |  |  |  |  |  |  |
|  |                                   |  |  |  |  |  |  |  |  |  |  |  |  |  |  |  |
|  | 31. Constanza de Antioquía        |  |  |  |  |  |  |  |  |  |  |  |  |  |  |  |
|  |                                   |  |  |  |  |  |  |  |  |  |  |  |  |  |  |  |
|  |                                   |  |  |  |  |  |  |  |  |  |  |  |  |  |  |  |